# 諾克斯峰
84°49′S 116°39′W / 84.817°S 116.650°W
諾克斯峰（英語：Knox Peak）是南極洲的山峰，位於瑪麗伯德地，處於范恩峰和拉基嶺之間，屬於俄亥俄山脈的一部分，由美國研究隊測量，現時由南極條約體系管理。